# 各年のベリーズの一覧

ベリーズの国旗

各年のベリーズの一覧（かくねんのベリーズのいちらん）は、ベリーズの各年ごとの記事の一覧。この一覧ではベリーズの各年ごとの記事の他、各世紀と各年代、ベリーズの各分野における各年ごとの記事についても取り扱う。

## 一覧

### 21世紀
- 2010年代
  - 2014年のベリーズ（英語版） 2017年のベリーズ（英語版） 2018年のベリーズ（英語版） 2019年のベリーズ（英語版）
- 2020年代
  - 2020年のベリーズ（英語版）